# Gabriela Andrada
Gabriela Andrada Corujo (Madrid, 1999) es una modelo y actriz española de cine y series de televisión. Es conocida principalmente por su papel de Judith Flores en la película Pídeme lo que quieras (2024) y por el papel de Sofía Zavala en la película Culpa tuya (2024).

## Biografía
Nacida en Madrid en 1999,es hija de la presentadora de televisión Minerva Piquero y del economista Juan Mario Andrada, y tiene un hermano menor: Lucas.
Andrada siempre quiso dedicarse a la interpretación. Hizo el bachiller de artes mientras lo compaginaba con clases particulares para ganarse la vida. Su formación se completa con el grado en Cinematografía y Artes Audiovisuales en TAI con mención especial en guion y otros cursos en interpretación.
Ha aparecido en series como Sequía, Los Protegidos: ADN y Herederos de la Tierra. En películas se la puede ver en cintas como Culpa tuya y también la veremos en Culpa nuestra.
En 2024, obtuvo el papel principal más importante de su carrera cinematográfica, interpretando a Judith Flores en Pídeme lo que quieras, adaptación de la novela homónima de Megan Maxwell.

## Filmografía
- Culpa nuestra (2025) como Sofía.
- Pídeme lo que quieras (2024) como Judith Flores.
- Culpa tuya (2024) como Sofía.
- Objetos (2022).
- Herederos de la tierra (serie de Netflix, 2022).
- Los protegidos: ADN (serie de Atresmedia, 2022) como Babi.
- Sequía (serie de RTVE, 2022).